# Gosjang, Hwasun och Ganghwa
Gosjang, Hwasun och Ganghwa är tre förhistoriska gravområden i Sydkorea med hundratals olika megaliter. Dessa megaliter är gravstenar som formades av stora stenblock under 100-talet f.Kr. Megaliter finns över hela jorden, men inganstans i sådan koncentration som i Gosjang, Hwasun och Ganghwa.
År 2000 sattes de tre platserna upp på Unescos Världsarvslista.